# En dag skall Herrens skapardrömmar
En dag skall Herrens skapardrömmar är en psalm med text skriven 1970 av Eyvind Skeie och översatt till svenska 1988 av Jonas Jonson. Melodin skrevs 1980 av Egil Hovland.

## Publicerad som
- Nr 143 i Svensk psalmbok för den evangelisk-lutherska kyrkan i Finland (1986) under rubriken "Kyrkoårets slut"  som en översättning av Alvar Kurtén, 1982, 1985, med melodier av Trond Kverno och Egil Hovland.
- Nr 746 i Verbums psalmbokstillägg 2003 under rubriken "Vid kyrkoårets slut".